# Supercoppa bulgara 2015 (pallavolo femminile)
La Supercoppa bulgara 2015 si è svolta il 2 novembre 2015: al torneo hanno partecipato due squadre di club bulgare e la vittoria finale è andata per la prima volta al Marica.

## Regolamento
Le squadre hanno disputato una gara unica.

## Squadre partecipanti
| Squadra      | Qualificazione                                           | Ultima partecipazione |
| ------------ | -------------------------------------------------------- | --------------------- |
| Marica       | Vincitrice Superliga 2014-15 e Coppa di Bulgaria 2014-15 | Debutto               |
| Levski Sofia | Finalista Coppa di Bulgaria 2014-15                      | Debutto               |

## Torneo
| 2 novembre 2015 Hall Ivan Vazov, Stara Zagora Durata: 1h:35 - Spettatori: 500 | Marica | 3 - 1 | Levski Sofia | 19-25, 25-16, 26-24, 25-19 |